# 가바다

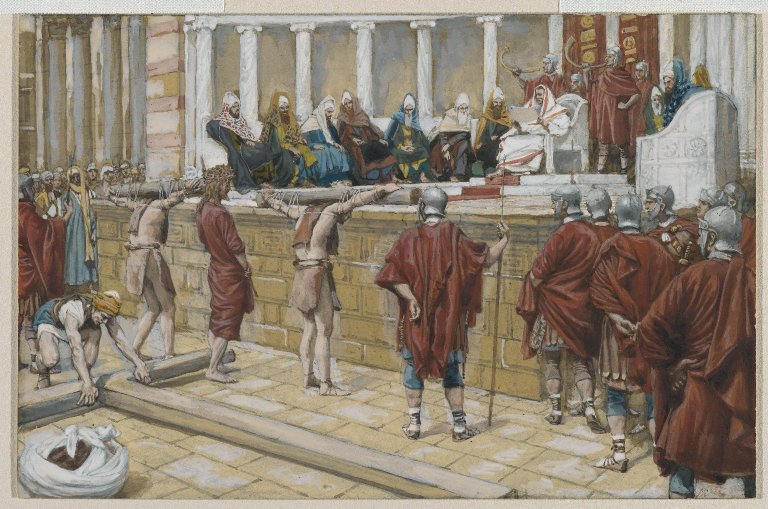
가바다에서의 심판 (브룩클린 박물관)

가바다(Gabbatha)는 빌라도가 예수를 재판하러 불러 함께 했던 장소이다. 신약성경 요한복음 19장 13절에 나오며, 헬라어로 반석이란 뜻으로 높은 땅의 의미로 쓰였다. 히브리말로는 돌로 포장되어 있는 곳을 의미한다.  여기서 빌라도는 예수에게 선고를 내렸다. 